# Людина з пістолетом
Людина з пістолетом (англ. Man with a Gun) — канадський трилер 1995 року.

## Сюжет
Найманий вбивця Джон Хардін отримує завдання від свого мафіозного боса Джека Раштона вбити його дружину Ріну. Ріна викрала диск з інформацією, що розкриває його махінації на ринку нерухомості. Будучи коханцем дружини боса, Джон опиняється в скрутному становищі, тим більше, що він сам характеризує її як гримучу змію, а вона робить все, щоб виправдати його думку про неї.

## У ролях
| Актор           | Роль                    |
| --------------- | ----------------------- |
| Майкл Медсен    | Джон Вілбур Хардін      |
| Дженніфер Тіллі | Ріна Раштон / Кеті Пейн |
| Гері Б'юзі      | Джек Раштон             |
| Роберт Лоджа    | Філіп Маркванд          |
| Іен Трейсі      | Рой Берчілл             |
| Білл Коббс      | Генрі Гріггс            |
| Білл Дау        | Ед Квіглі               |
| Джейсон Шомбінг | Елі Спіндел             |